# Navadni repik
Navadni repik ali mala torica (znanstveno ime Agrimonia eupatoria) je zdravilna rastlina z rumenimi cvetovi, ki je razširjena tudi v Sloveniji. 

## Opis
Navadni repik je trajnica, ki v višino zraste do 100 cm. Korenine so v obliki rizomov, ki segajo globoko pod zemljo, iz njih pa poganjajo stebla z nazobčanimi pet do devet-krakimi listi. Na vrhu stebla so klasasto razporejeni izrazito rumeni cvetovi s petimi venčnimi listi, ki se odpirajo od spodaj proti vrhu klaska. Plodiči imajo na vrhu šopek ščetinic, dolgih med 1 in 4 mm, ki se zlahka zapletejo v dlako živali in v človeška oblačila. Cela rastlina diši rahlo aromatično, cvetovi pa imajo značilen vonj po marelicah. Cveti od junija do septembra. 
Rastlina je razširjena po suhih in pustih travnikih, po grobljah, grmovju in ob robovih gozdov ter na neobdelanih tleh in robovih poti skoraj po vsej severni polobli .

## Zdravilne lastnosti
Pripravke iz navadnega repika so v ljudskem zdravilstvu uporabljali za zdravljenje driske, vnete želodčne sluznice in pri črevesnih boleznih, kot so vnetje slepiča ter tankega in debelega črevesa. Poleg tega pomaga odvajati žolč, pomaga pri nehotnem mokrenju in vnetju mehurja. Za zdravljenje vnetega grla se grgra čaj. Znanstveniki so zdravilne lastnosti rastline preizkušali na poskusnih živalih, pri čemer so dognali, da navadni repik zniža raven sečnine v krvi, ne zveča pa njenega izločanja s sečem. Po injiciranju pripravka iz navadnega repika se je pri poskusnih živalih zmanjšal krvni tlak, dodatno pa so dokazali, da navadni repik uniči nekatere bakterije, med katerimi so Staphylococcus aureus in alfa-hemolitični streptokok. Alkoholni izvlečki imajo dokazano protivirusne lastnosti. Rastlina vsebuje čreslovine, ki so znana krčila, ki nespecifično zavrejo vnetja na sluznicah in koži. Poleg omenjenega navadni repik dokazano zdravi porfirijo.